# セシル・ソヴァージュ

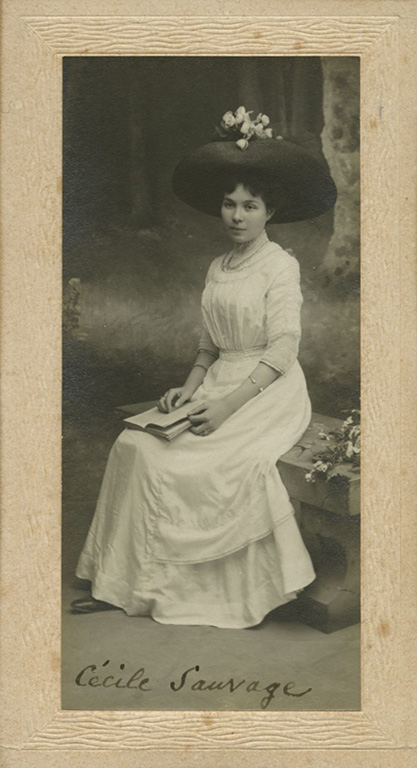
セシル・ソヴァージュ（1905年ごろ）

セシル・ソヴァージュ（仏: Cécile Sauvage、1883年7月20日 - 1927年8月26日）は、フランスの詩人。作曲家オリヴィエ・メシアンの母としても知られる。

## 生涯
教師の娘として西部のヴァンデ県ラ・ロッシュ＝シュル＝ヨンに生まれたが、父親の転勤により翌年に一家は南東部のディーニュ＝レ＝バンに移り、ここで育った。フレデリック・ミストラルの後押しで「3人のミューズ」という詩をサン＝テティエンヌの文芸雑誌『ラ・ルヴュ・フォレジエンヌ La Revue forézienne』に投稿し、そこからこの雑誌の編集者として働いていた英文学者でリセの英語教師のピエール・メシアンと1905年に知り合った。ふたりは1907年9月10日に結婚した。
1908年、夫の転勤によってアヴィニョンに引越し、ここで長男オリヴィエを生んだ。詩集『芽生える魂 L'Âme en bourgeon』に収められた詩は胎内にいるわが子、および生まれて間もないオリヴィエに向けて書かれたものである。
1909年から1913年まで、ふたたび夫の転勤によってアンベールに引越し、ここで1912年に次男のアランを生んだ。同年もうひとつの詩集『谷』を完成させた。第一次世界大戦がはじまるとピエールは兵として動員され、残る一家はグルノーブルに疎開して、ここで1918年まで過ごした。夫が軍務を解かれた後はその勤務先に従って1918年から1919年までナントに、1919年以降はパリに住んだ。
オリヴィエ・メシアンは後年母の作風をシュルレアリズムだと評しているが、その作風は純粋で母性に溢れ、むしろ象徴主義に近い（全集より、クロード＝ジャン・ロネー解説）。
長年健康を損なっていたが、結核によって1927年パリで没した。

## 作品
夫のピエール・メシアンによって編纂された作品集が没後の1929年に出版され、2002年に『全集 Œuvres complètes』と銘打ってペーパーバックで再版された。2009年には学者のベアトリス・マルシャルによって、それまで未公刊だった作品と注釈を加えた『Ecrits d'amour』が出版された。マルシャルによると、作品集は夫のピエールによって歪められており、『サクラソウ』の中の多くの詩はピエールではなく別の男性に対する愛を歌ったものだった。
個別詩集は以下の通り。このうち『地球は回り』（『芽生える魂』を含む）、『谷』は生前にメルキュール・ド・フランスから出版されたが、それ以外は1929年に出版された作品集にはじめて収録された。
- 地球は回り Tandis que la terre tourne （1905年 - 1908年）1910年出版。
- 芽生える魂 L'Âme en bourgeon （1908年）ソヴァージュの代表作で、『地球は回り』に収録される形で1910年に出版された。1987年にオリヴィエ・メシアンによる序文を加えて単体で再版された[4]。
- 憂愁 Mélancolie （1909年）
- Fumées （1910年）
- 谷 La vallon （1912年）1913年出版。
- サクラソウ Primevère （1913年）

このほか全集には詩集として収録されなかった断片および手稿集が収録されている。

## 音楽作品
フローラン・シュミットの『6つの合唱曲』作品81（1931年）の第3曲「Si la lune rose」はセシル・ソヴァージュの詩を歌詞とする。
オリヴィエ・メシアン本人が母の詩に曲をつけることはほとんどなかったが、初期の『3つのメロディー』（1930年）の第2曲はセシル・ソヴァージュの詩を歌詞とする。
メシアンの最初の妻であるクレール・デルボスにはセシル・ソヴァージュの詩によるいくつかの作品がある。
- 『サクラソウ』による5つの歌曲（1935年）
- 『芽生える魂』による8つの歌曲（1937年）
- 『死の3つの相 Trois aspects de la mort』（1944年）は、ヨブ記の抜粋、ルネ・ド・オバルディア（英語版）およびセシル・ソヴァージュの詩を歌詞とする。